# Beuzeville-la-Bastille
Pour les articles homonymes, voir Beuzeville (homonymie) et Bastille (homonymie).
Beuzeville-la-Bastille (anciennement Beuzeville-la-Chaussée) est une commune française, située dans le département de la Manche en région Normandie, peuplée de 147 habitants.

## Géographie
|            | Picauville, Sainte-Mère-Église | Carquebut           |
| Picauville | Beuzeville-la-Bastille         | Liesville-sur-Douve |
|            | Picauville                     |                     |

### Hydrographie
La commune est située dans le bassin Seine-Normandie. Elle est drainée par la Douve, le Merderet, des bras de la Douve, le canal 01 de Grosparmy et  et un autre petit cours d'eau,.
La Douve, d'une longueur de 79 km, prend sa source dans la commune de Tollevast et se jette  dans la baie de Seine à Carentan-les-Marais, après avoir traversé 28 communes. 

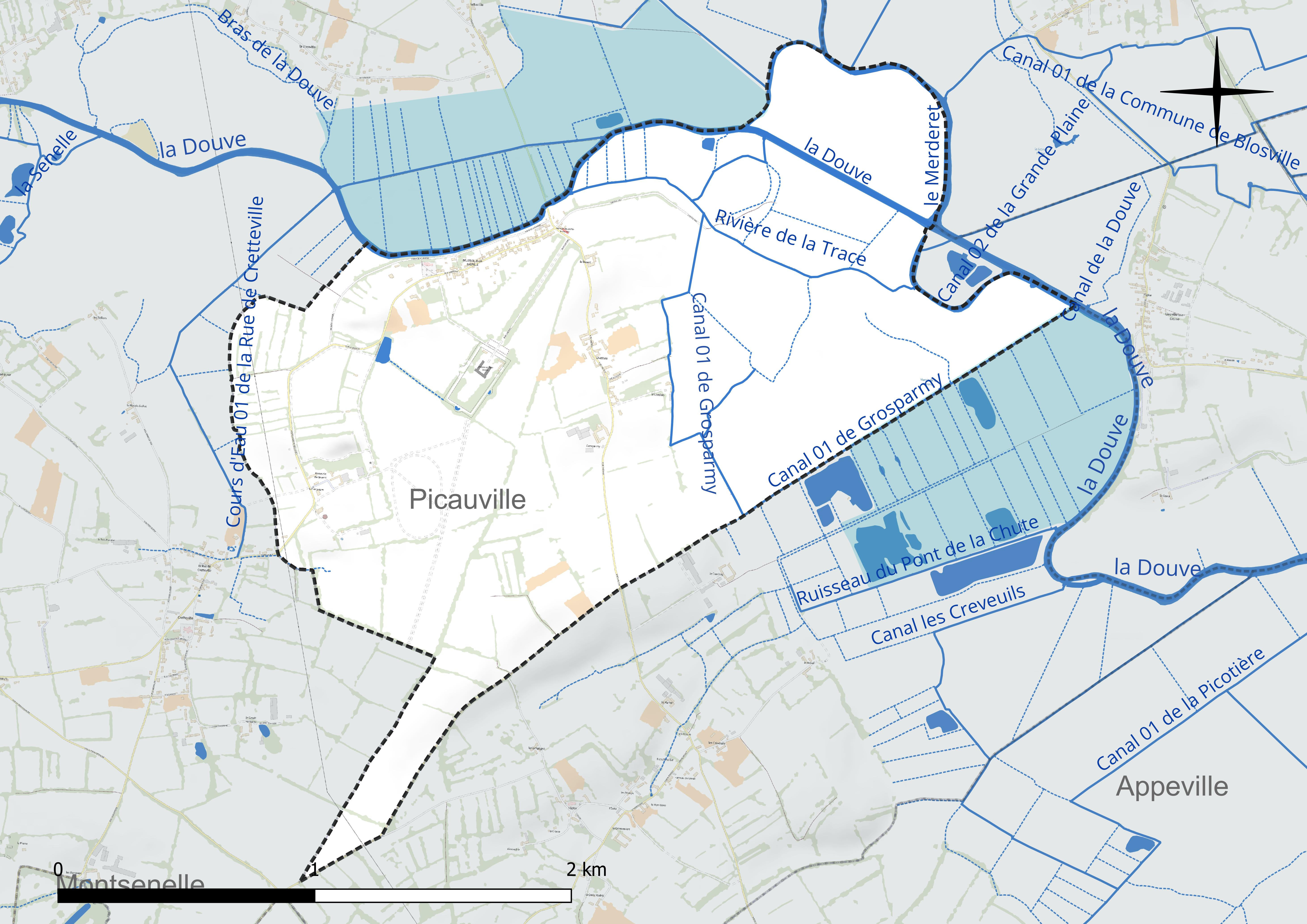
Réseau hydrographique de Beuzeville-la-Bastille.

Le Merderet, d'une longueur de 36 km, prend sa source dans la commune de Tamerville et se jette  dans la Douve en limite de  en limite de la commune et de Sainte-Mère-Église, après avoir traversé 17 communes. 

### Climat
Pour des articles plus généraux, voir Climat de la Normandie et Climat de la Manche.
En 2010, le climat de la commune est de type climat océanique franc, selon une étude du CNRS s'appuyant sur une série de données couvrant la période 1971-2000. En 2020, Météo-France publie une typologie des climats de la France métropolitaine dans laquelle la commune est exposée à un climat océanique et est dans la région climatique  Normandie (Cotentin, Orne), caractérisée par une pluviométrie relativement élevée (850 mm/a) et un été frais (15,5 °C) et venté. Parallèlement le GIEC normand, un groupe régional d'experts sur le climat, différencie quant à lui, dans une étude de 2020, trois grands types de climats pour la région Normandie, nuancés à une échelle plus fine par les facteurs géographiques locaux. La commune est, selon ce zonage, exposée à un « climat maritime », correspondant au Cotentin et à l'ouest du département de la Manche, frais, humide et pluvieux, où les contrastes pluviométrique et thermique sont parfois très prononcés en quelques kilomètres quand le relief est marqué.
Pour la période 1971-2000, la température annuelle moyenne est de 11,2 °C, avec une amplitude thermique annuelle de 11 °C. Le cumul annuel moyen de précipitations est de 828 mm, avec 13,7 jours de précipitations en janvier et 7 jours en juillet. Pour la période 1991-2020, la température moyenne annuelle observée sur la station météorologique la plus proche, située sur la commune de Sainte-Marie-du-Mont à 11 km à vol d'oiseau, est de 11,6 °C et le cumul annuel moyen de précipitations est de 890,0 mm,. Pour l'avenir, les paramètres climatiques de la commune estimés pour 2050 selon différents scénarios d'émission de gaz à effet de serre sont consultables sur un site dédié publié par Météo-France en novembre 2022.

## Urbanisme

### Typologie
Au 1er janvier 2024, Beuzeville-la-Bastille est catégorisée commune rurale à habitat dispersé, selon la nouvelle grille communale de densité à sept niveaux définie par l'Insee en 2022.
Elle est située hors unité urbaine et hors attraction des villes,.

### Occupation des sols

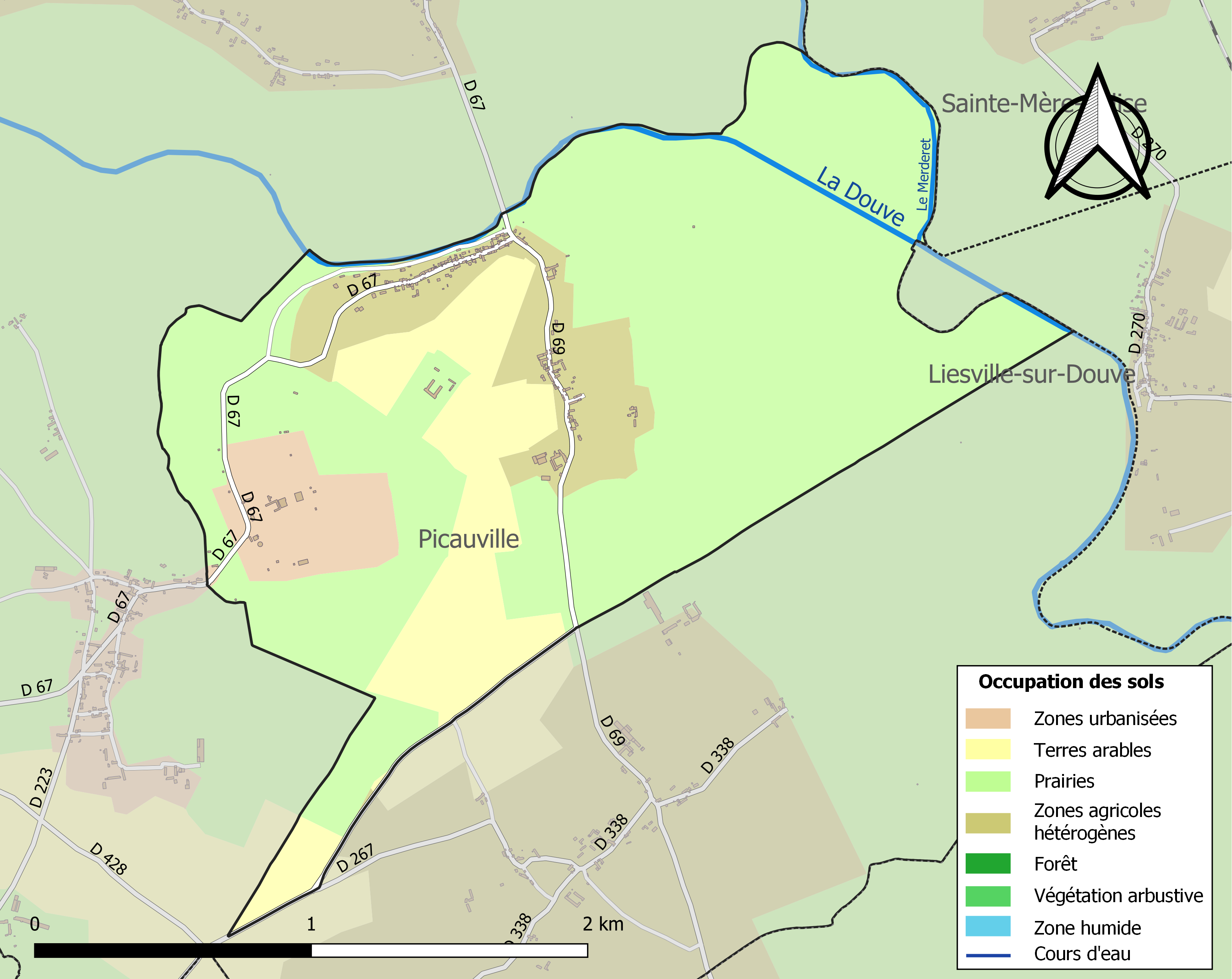
Carte des infrastructures et de l'occupation des sols de la commune en 2018 (CLC).

L'occupation des sols de la commune, telle qu'elle ressort de la base de données européenne d'occupation biophysique des sols Corine Land Cover (CLC), est marquée par l'importance des territoires agricoles (94 % en 2018), une proportion identique à celle de 1990 (94 %).
La répartition détaillée en 2018 est la suivante : prairies (68,2 %), terres arables (14,8 %), zones agricoles hétérogènes (11 %), espaces verts artificialisés, non agricoles (6 %).
L'évolution de l'occupation des sols de la commune et de ses infrastructures peut être observée sur les différentes représentations cartographiques du territoire : la carte de Cassini (XVIIIe siècle), la carte d'état-major (1820-1866) et les cartes ou photos aériennes de l'IGN pour la période actuelle (1950 à aujourd'hui).

## Toponymie
Le nom de la localité est attesté sous la forme Bosonisvillam en 1106 et 1135.
Le toponyme Beuzeville est issu de l'anthroponyme germanique Boso,, et de l'ancien français vile dans son sens originel de « domaine rural » issu du latin villa rustica.
Sous la Révolution, la commune a eu pour premier nom Beuzeville sur Douve en 1793, puis figure au bulletin des lois sous le nom Beuzeville-la-Bastille en 1801.
Elle tire son nom actuel de la tour carrée de la Bastille, ouvrage fortifié construit par Charles le Mauvais.
Le gentilé est Beuzevillais.

## Histoire
Beuzeville était jadis une place forte, contrôlant le passage sur la rivière de la Douve, qu'elle surplombe, et d'une puissante seigneurie « péagère » nécessitant l'acquittement de droits de péage.
Sur le territoire on trouve de nombreux ouvrages du Moyen Âge, outre ceux décrits, il y aurait eu également deux autres tours, dont l'une située au lieu-dit les Terrasses à l'est de la tour de la Bastille. On y voyait les restes d'une enceinte.
La seigneurie est au XIe siècle la possession de Guillaume de Mortain, qui en prébende une partie au profit de l'église de Mortain. En 1400, elle est entre les mains d'un seigneur du nom de Carbonnel. Par son mariage avec Jeanne de Carbonnel, Jean d'Orglandes et seigneur de Plain-Marais. Elle passa ensuite dans les familles Simon de Plain-Marais, de Gourmont, de Thieuville, de Thiboutot, de Juigné et de Beauffort.

## Politique et administration
| Période                                  | Période   | Identité        | Étiquette | Qualité                                      |
| ---------------------------------------- | --------- | --------------- | --------- | -------------------------------------------- |
| 1961                                     | 1988      | Jean d'Aigneaux | DVD       | Conseiller général de la Manche de 1966-1998 |
| 1989                                     | 1995      | Roger Launay    | DVD       |                                              |
| juin 1995                                | mars 2008 | Jean d'Aigneaux | DVD       | Conseiller général de la Manche de 1966-1998 |
| mars 2008                                | En cours  | Carles Dupont   | LR        | Agent technique                              |
| Les données manquantes sont à compléter. |           |                 |           |                                              |

Le conseil municipal est composé de onze membres dont le maire et deux adjoints.

## Démographie
L'évolution du nombre d'habitants est connue à travers les recensements de la population effectués dans la commune depuis 1793. Pour les communes de moins de 10 000 habitants, une enquête de recensement portant sur toute la population est réalisée tous les cinq ans, les populations de référence des années intermédiaires étant quant à elles estimées par interpolation ou extrapolation. Pour la commune, le premier recensement exhaustif entrant dans le cadre du nouveau dispositif a été réalisé en 2006.
En 2022, la commune comptait 147 habitants, en évolution de +1,38 % par rapport à 2016 (Manche : −0,31 %, France hors Mayotte : +2,11 %).
Beuzeville-la-Bastille a compté jusqu'à 379 habitants en 1821.
| 1793 | 1800 | 1806 | 1821 | 1831 | 1836 | 1841 | 1846 | 1851 |
| ---- | ---- | ---- | ---- | ---- | ---- | ---- | ---- | ---- |
| 282  | 294  | 344  | 379  | 352  | 353  | 343  | 367  | 346  |

| 1856 | 1861 | 1866 | 1872 | 1876 | 1881 | 1886 | 1891 | 1896 |
| ---- | ---- | ---- | ---- | ---- | ---- | ---- | ---- | ---- |
| 325  | 319  | 293  | 301  | 334  | 360  | 356  | 354  | 347  |

| 1901 | 1906 | 1911 | 1921 | 1926 | 1931 | 1936 | 1946 | 1954 |
| ---- | ---- | ---- | ---- | ---- | ---- | ---- | ---- | ---- |
| 290  | 301  | 270  | 207  | 207  | 173  | 182  | 186  | 228  |

| 1962 | 1968 | 1975 | 1982 | 1990 | 1999 | 2006 | 2011 | 2016 |
| ---- | ---- | ---- | ---- | ---- | ---- | ---- | ---- | ---- |
| 206  | 243  | 225  | 166  | 166  | 161  | 148  | 152  | 145  |

| 2021 | 2022 | - | - | - | - | - | - | - |
| ---- | ---- | - | - | - | - | - | - | - |
| 146  | 147  | - | - | - | - | - | - | - |

## Économie
La commune se situe dans la zone géographique des appellations d'origine protégée (AOP) Beurre d'Isigny et Crème d'Isigny.

## Culture locale et patrimoine

### Lieux et monuments
- Église Saint-Vincent, d'origine gothique (XIIIe, XVe – XIXe siècles), avec sa voûte de nef lambrissée, ses culots de la voûte de la tour hexagonale (XIVe) et son cadran solaire (XVIIe). L'église, qui domine le marais, est inscrite à l'Inventaire général du patrimoine culturel[39]. Juché sur un éperon, elle semble surveiller le marais[40]. Six tableaux de Chemin de croix ornent les murs de l'église. La première patronne est la Trinité qui figure en statue (XVe) classée au titre objet[41], tout comme une Vierge à l'Enfant (XVIIe)[42] ainsi qu'un calice et patène (XIXe)[43]. Est également conservée une verrière (XXe) de Vigneron, J.L. Breton et M. Dano[44].
- Château de Plain-Marais (XIVe, XVe – XVIIe siècle) avec ses communs, ses bassins et jardins, inscrit au titre des monuments historiques depuis le 11 février 1998[45]. Le château possède des tourelles du XIVe siècle, et il est entouré de douves.
- Le Câtelet, motte féodale. L'ancien site fortifié est inscrit à l'Inventaire général du patrimoine culturel[46].
- Port sur la Douve.
- Ferme-manoir du Gros Palmier (Grosparmy) avec tourelle et fenêtres à meneaux[44] ; il fut, aux XIIIe et XIVe siècles, un château médiéval. Au XVe siècle, il devint une prison.
- Oratoire sur un puits.
- Ancien presbytère du XVIIIe siècle.
- Haras de Bellevent et la tour de l'ancien moulin.
- Croix de cimetière (XVIIe siècle), inscrite à l'Inventaire général du patrimoine culturel[47].

Pour mémoire
- La Bastille XIVe siècle, tour carrée ruinée[48], à l'entrée des marais. Fortifiée par Jean de Vienne en 1376, elle défendait le passage sur l'Ouve. En 1792 on y monta la garde et en 1793, elle avait encore son toit. La tour fut rasée en 1928 et le pont qui la jouxtait au début du XXe siècle.

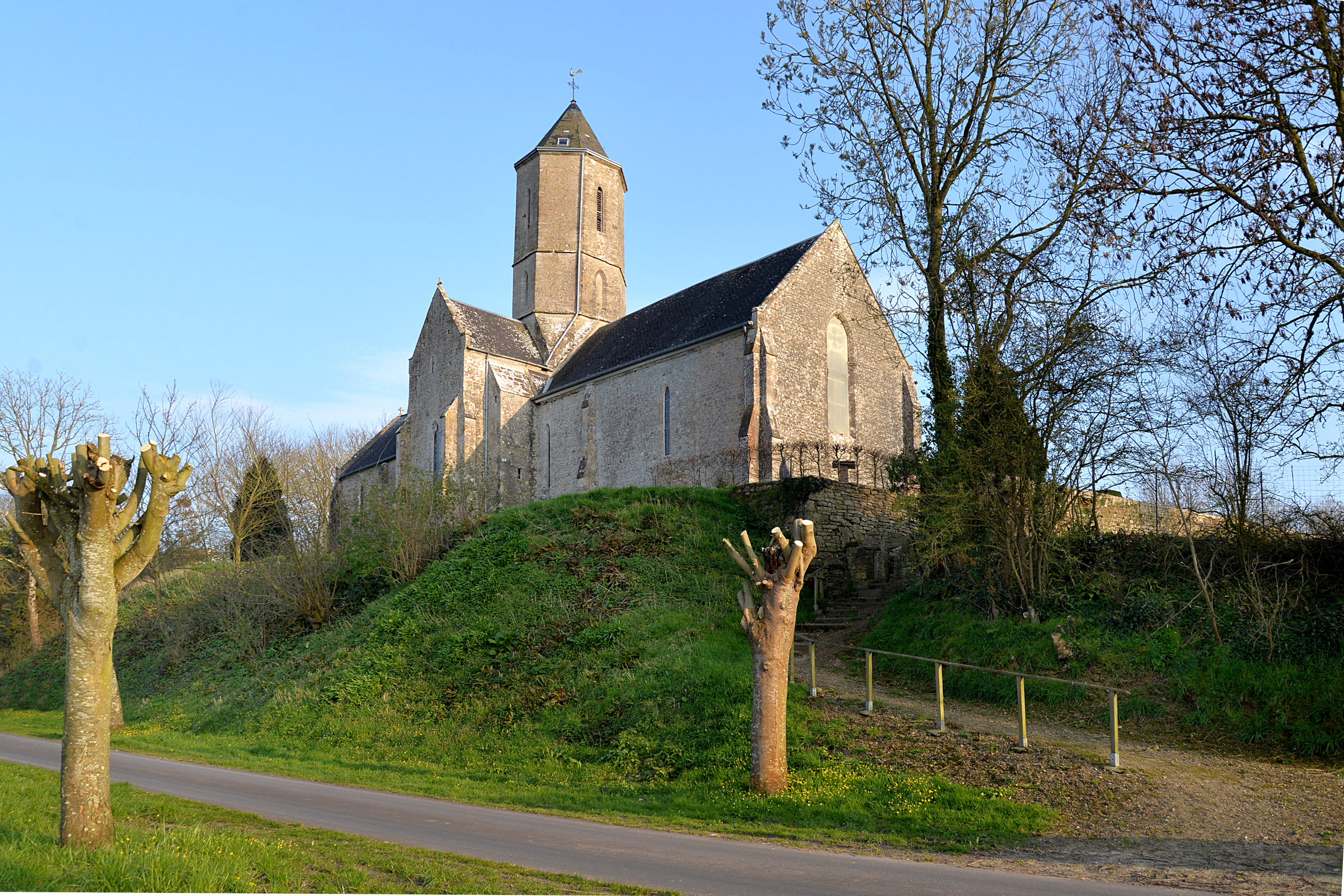
L'église Saint-Vincent.
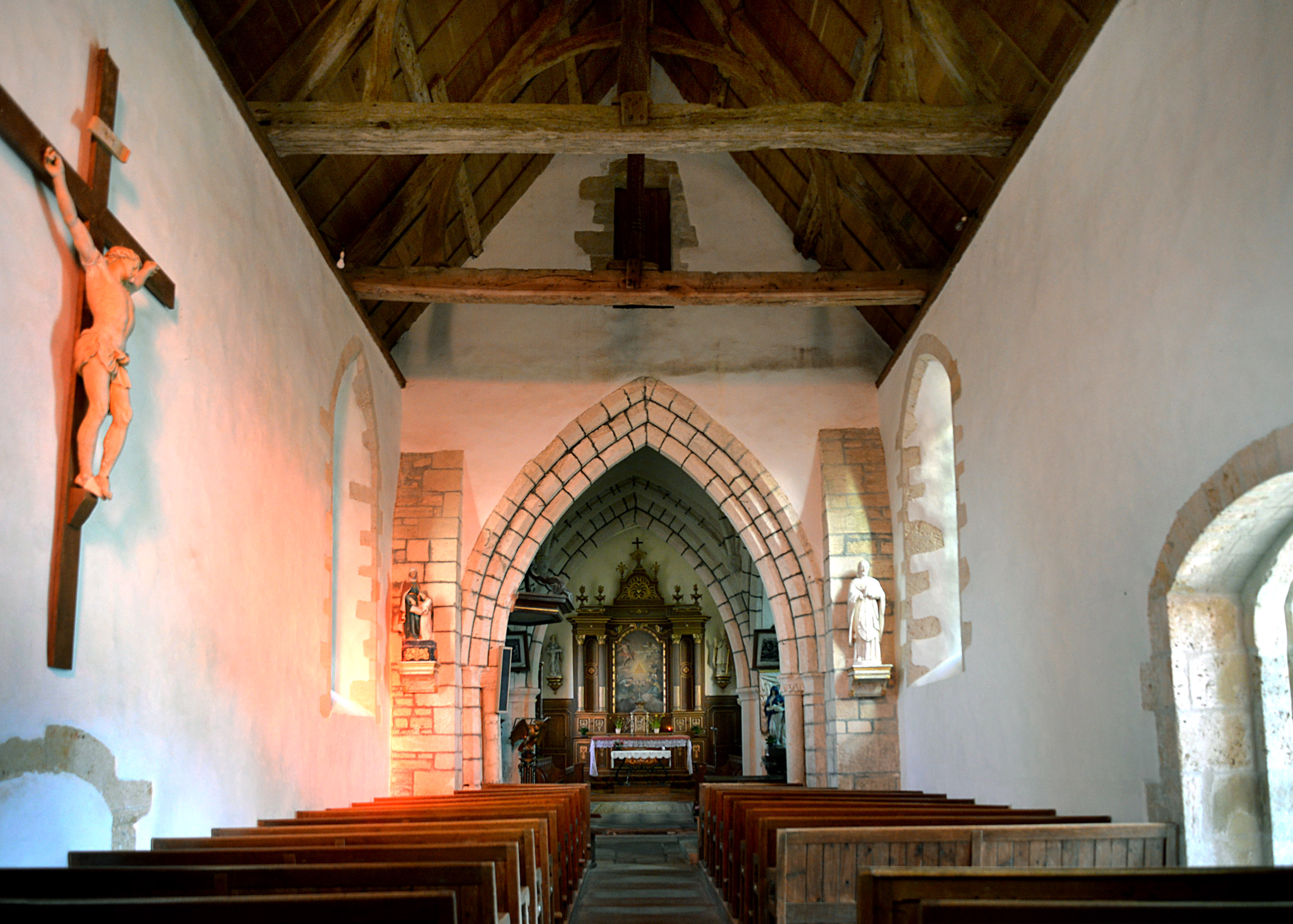
La nef de l'église Saint-Vincent.
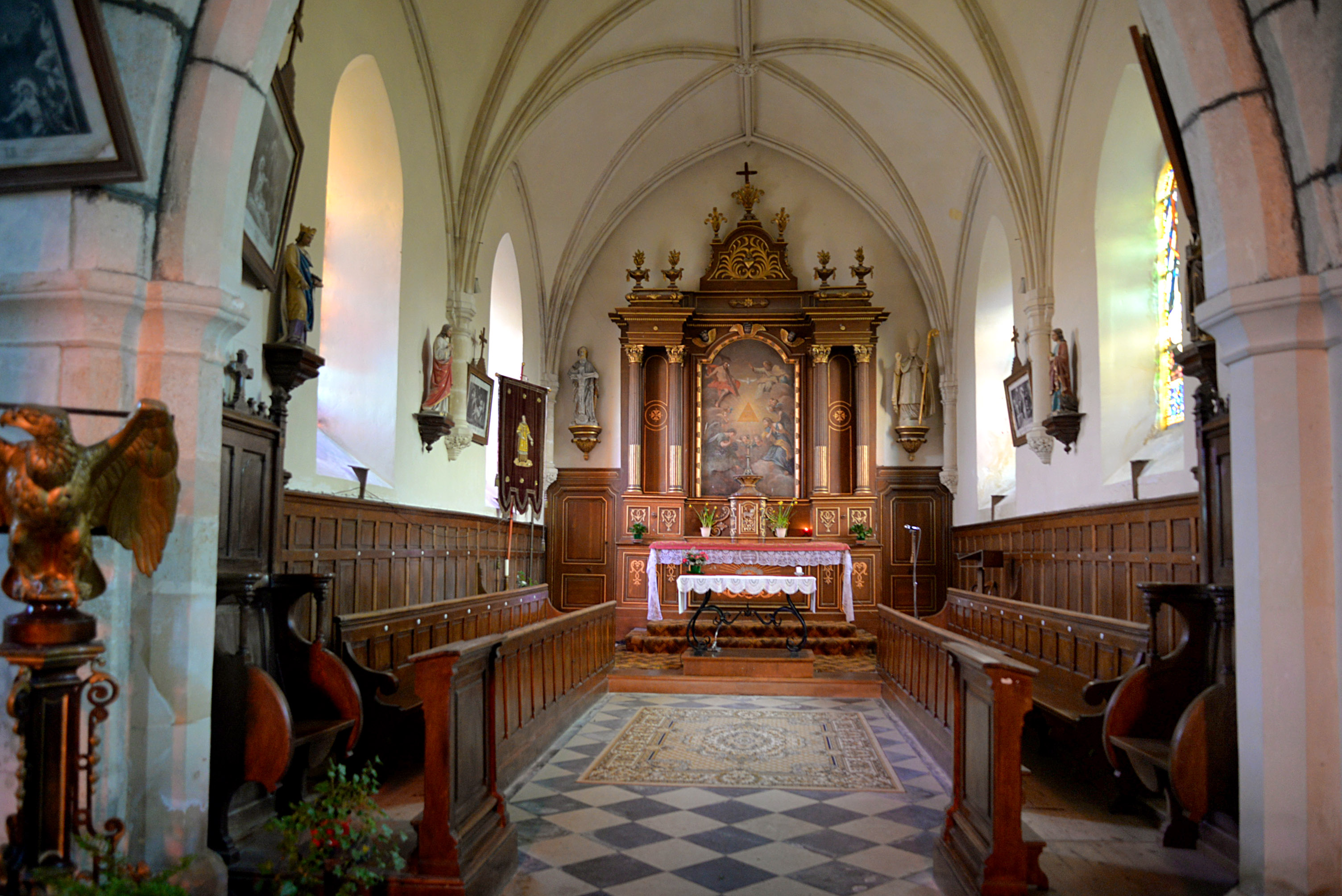
Le chœur de l'église Saint-Vincent.
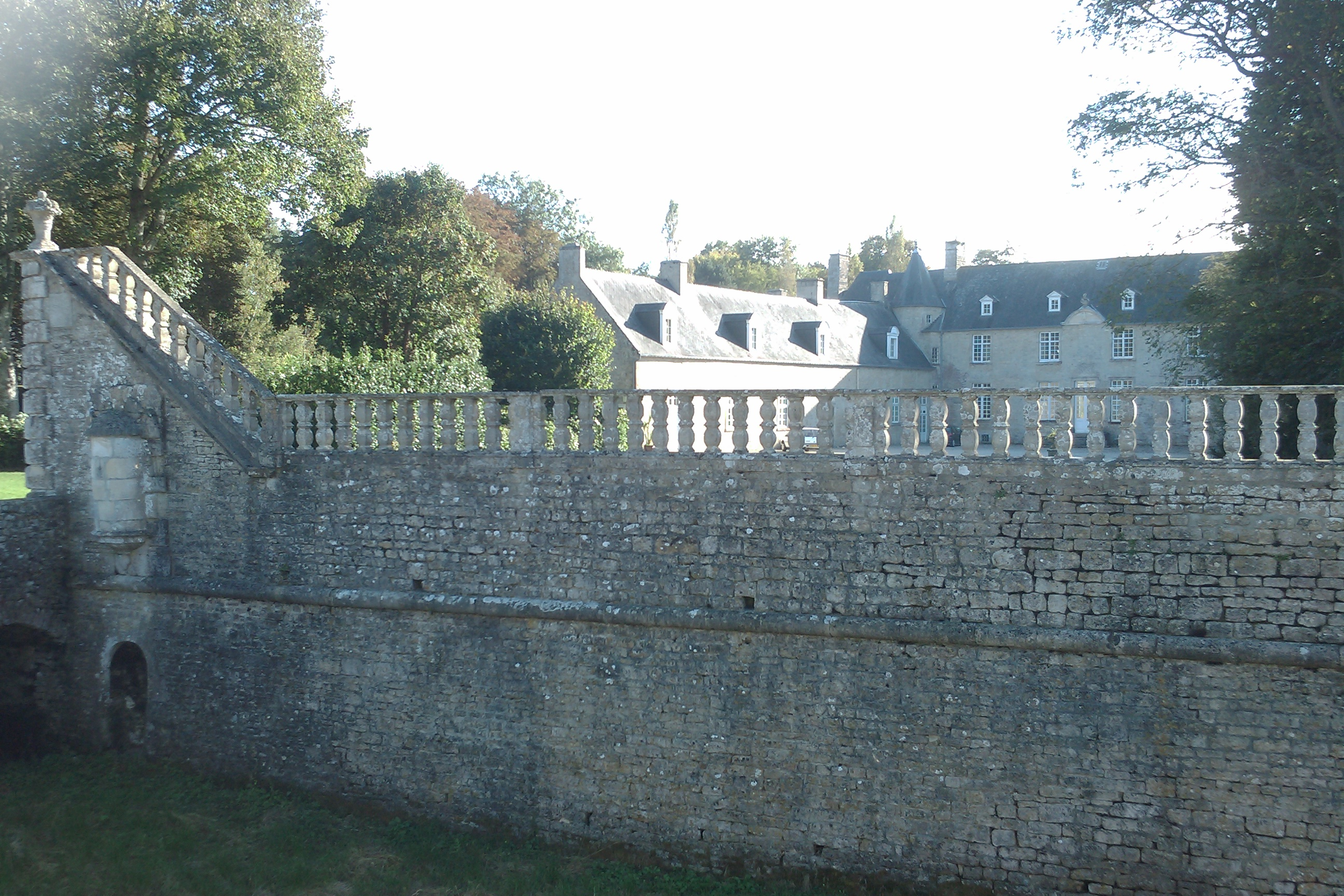
Le château de Plain-Marais et sa plate-forme bastionnée.

### Personnalités liées à la commune
- Nicolas de Nise, chanoine de Rouen, mort cordelier à Valognes en 1509, natif de la commune.
- Chateaubriand, a séjourné au château de Plain-Marais, où il a écrit une partie de ses Mémoires d'outre-tombe.
- Pierre Levesque (1960-), entraîneur et driver de chevaux de courses, dont l'écurie de trotteurs est établie au haras de Bellevent à Beuzeville.
- Olivier Le Clerc de Juigné (1776-1831), né à Versailles et mort au château de Plain-Marais, député de la Manche en 1815 et conseiller général de 1816 à 1830, qu'il préside en 1822[44],[Note 5]